# اقامتگاه ریاست‌جمهوری جمهوری ارمنستان
اقامتگاه ریاست جمهوری ارمنستان (ارمنی: Հայաստանի Հանրապետության վարչապետի նստավայր) در شماره ۲۶ خیابان باقرامیان در ایروان پایتخت جمهوری ارمنستان واقع شده‌است. این ساختمان توسط مارک گریگوریان به عنوان محلی برای شورای وزرای جمهوری سوسیالیستی شوروی ارمنستان طراحی شده‌بود و در سال ۱۹۵۱ تکمیل شد. این ساختمان از ۱۱ نوامبر ۱۹۹۱ تا ۹ آوریل ۲۰۱۸ به عنوان اقامتگاه رئیس‌جمهور مورد استفاده قرار گرفت تا زمانی که ارمنستان رسماً به نظام پارلمانی تبدیل شد و این ساختمان رسماً اقامتگاه نخست‌وزیر شد. اقامتگاه رئیس‌جمهور به خیابان ماشتوتس منتقل شد؛دولت ارمنستان در ۸ نوامبر ۲۰۱۸ تصویب کرد که مجددا محل اقامت نخست‌وزیر ارمنستان به کاخ حکومت ایروان منتقل شده و مجددا اقامتگاه رئیس‌جمهور ارمنستان به این مکان منقل شود. 